# Gare de Saint-Pierre-la-Cour
Gare de Saint-Pierre-la-Cour vasútállomás Franciaországban, Saint-Pierre-la-Cour településen.

## Vasútvonalak
Az állomást az alábbi vasútvonalak érintik:
- Párizs–Brest-vasútvonal

## Kapcsolódó állomások
A vasútállomáshoz az alábbi állomások vannak a legközelebb:
- Gare de Port-Brillet (Paris Gare Montparnasse, Párizs–Brest-vasútvonal)
- Gare de Vitré (Gare de Brest, Párizs–Brest-vasútvonal)